# 埃迪·迈尔斯
小爱德华·迈尔斯（英語：Edward Miles Jr.，1940年7月5日—），美国NBA联盟前职业篮球运动员。他在1963年的NBA选秀中第1轮第4顺位被底特律活塞选中。